# Грин, Джордж (математик)
Джордж Грин (англ. George Green; 14 июля 1793, Ноттингем, Англия — 31 мая 1841, там же) — английский математик, внёсший значительный вклад во многие разделы математической физики.

## Биография
Родился не позднее 14 июля 1793 г. в Ноттингеме (14 июля — день его крещения).
В 1839 году избран в члены колледжа в Кембридже.

## Научный вклад

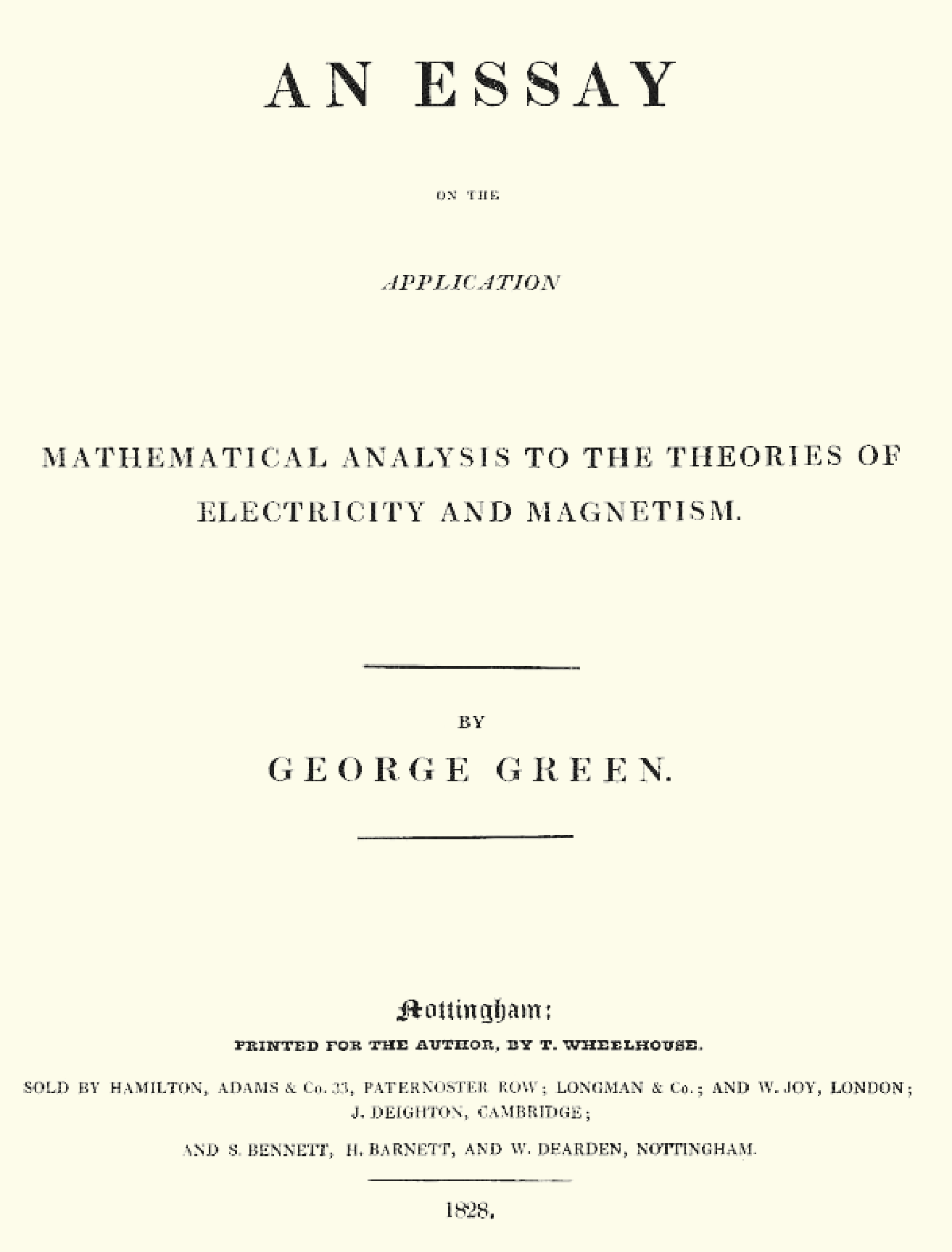
Титульный лист публикации «Опыт приложения математического анализа к теориям электричества и магнетизма»

Главнейшие заслуги Грина заключаются в выводе одной основной теоремы теории потенциальных функций и в открытии особого метода вывода дифференциальных уравнений теории упругости.
Самый термин «потенциальная функция» впервые встречается в первом мемуаре Грина, хотя понятие об этой функции встречается ещё у Лапласа в его небесной механике, а затем у Пуассона в его мемуарах о распределении электричества на шарах и сфероидальных проводниках. О выводе уравнений теории упругости по методу Грина — см. Упругость.
Известен также введением функции Грина, широко используемые в математической и теоретической физике.

## Сочинения
Самое важное и известное его сочинение, «An essay on the application of mathematical analysis to the theories of electricity and magnetism» («Опыт приложения математического анализа к теориям электричества и магнетизма»), было напечатано в 1828 году.
Немногочисленные, но в высшей степени важные для математической физики труды его собраны и изданы в 1871 году Ferrers’ом под заглавием «Mathematical papers of the late George Green».
Здесь, кроме вышесказанного мемуара, заключаются ещё следующие статьи:
- «Математические исследования относительно законов равновесия жидкостей, аналогичных электричеству» (1833);
- «Об определении внешнего и внутреннего притяжения эллипсоидом неоднородной плотности» (1835);
- «О распространении волн в узком и мелком канале» (1837);
- «Об отражении и преломлении звука» (1838);
- «О законах отражения и преломления света на поверхности, разделяющей две некристаллические среды» (1838);
- «О распространении волн в канале» (1839);
- «Прибавление к мемуару № 6»;
- «О распространении света в кристаллических средах» (1839);
- «Исследование о качании маятника в жидкости» (1833).

## Память
В 1970 г. Международный астрономический союз присвоил имя Джорджа Грина кратеру на обратной стороне Луны.